# موتيسية ثلاثية الأسنان
موتيسية ثلاثية الأسنان (الاسم العلمي: Mutisia tridens) هو نوع نباتي يتبع جنس الموتيسية من فصيلة النجمية.